# Robert Weill
Robert Weill (Suresnes, 25 aprile 1916 – Gibilterra, 30 giugno 1940) è stato un militare e aviatore francese, tra i primi ad aderire alle Forces aériennes françaises libres dopo la firma dell'armistizio del 22 giugno 1940, Mort pour la France fu insignito postumo dell'Ordre de la Libération.

## Biografia
Nacque a  Suresnes il 25 aprile 1916, figlio di un capitano del genio.  Nel 1936 entrò nella École spéciale militaire de Saint-Cyr da cui uscì con il grado di sottotenente nel settembre 1938. Assegnato alla 11ª Compagnia del 14e Régiment de tirailleurs algériens (RTA).
Nel luglio 1939, dietro sua domanda, fu trasferito all'Armée de l'air e inviato alla Scuola di pilotaggio di Vélizy-Villacoublay come allievo pilota. Nel gennaio 1940 fu inviato in Marocco, assegnato in forza alla Scuola di perfezionamento al pilotaggio di Meknès.
I membri della scuola di addestramento dei piloti di Meknes, lui, il capitano Jacques de Vendeuvre e i suoi compagni, i capitani Gustave Lager e Michel Meyrand, i tenenti Pierre Tassin de Saint-Péreuse e Pierre Aubertin si trovavano a Casablanca, in partenza per la Francia quando vennero a a conoscenza  della richiesta di armistizio con la Germania del Maresciallo di Francia Philippe Pétain. Gli aviatori decisero di continuare a combattere in Nord Africa se il generale Charles Noguès, comandante in capo del teatro delle operazioni in Africa del nord confermava la sua volontà di non accettare l'armistizio e, in caso contrario, di unirsi alla Gran Bretagna.
Quando il 29 giugno 1940 giunse loro la notizia della liberazione di tutti i prigionieri di guerra italiani detenuti in Marocco e della decisione che, a partire dal 1 luglio, tutti gli aerei dovevano essere resi inutilizzabili, decisero di partire per raggiungere l'Inghilterra.
Il 30 giugno 1940 i sei aviatori, cui si aggiunsero il tenente Jean Pierre Berger e il sottotenente Bertrand Jochaud du Plessix, presero la navetta che li portò, come di consueto, all'aeroporto di Berrechid situato a una cinquantina di chilometri a sud di Casablanca.
Armati di falsi ordini di missione, presero in consegna tre bombardieri Martin 167A-3. Nel primo aereo pilotato dal capitano de Vendeuvre, presero posto il tenente Berger e il sottotenente Jochaud du Plessis. Nel secondo aereo pilotato dal capitano Lager, salirono i tenenti Aubertin e Tassin de Saint-Péreuse. Nel terzo velivolo, pilotato dal capitano Michel Meyrand, cercò di prendere posto il sottotenente Weill. Quest'ultimo, non potendo aprire il portellone posteriore dell'aereo, salì finalmente sul primo aereo pilotato da de Vendeuvre. Alle 16:00 gli aerei decollarono e  percorsero la distanza per Gibilterra senza incidenti. L'aereo pilotato da Lager e Meyrand atterrò sano e salvo sul locale aeroporto, sorprendendo la vigilanza della contraerea spagnola. L'aereo di Vendeuvre, più lento perché sovraccarico, fu attaccato da tutte le postazioni contraeree spagnole dell'area e si schiantò nelle acque del porto. Le unità britanniche accorse in loro aiuto raccolsero le salme dei primi 4 caduti della Francia libera.
Robert Weill fu sepolto il giorno dopo presso il cimitero di North Front presso il campo d'aviazione di Gibilterra con i suoi camerati; essi furono i primi ad essere insigniti dell'Ordre de la Libération. Weill fu citato all'ordine del giorno delle Forces aériennes françaises libres il 13 luglio 1940.

### Fonti
1. 1 2 3 4 5 6 7 8 9 10  Ordre de la Liberation.
2. ↑  Memoire des Hommes.